# Liebe und Ehe
Liebe und Ehe ist eine Polka-Mazurka von Johann Strauss Sohn (op. 465). Das Werk wurde am 5. Januar 1896 im Konzertsaal des Wiener Musikvereins unter der Leitung von Eduard Strauß erstmals aufgeführt.

## Einzelnachweis
1. ↑  Quelle: Englische Version des Booklets (Seite 107) in der 52 CDs umfassenden Gesamtausgabe der Orchesterwerke von Johann Strauß (Sohn), Hrsg. Naxos (Label). Das Werk ist als neunter Titel auf der 40. CD zu hören.